# Federazione di rugby a 15 della Corea del Sud
La Federazione Rugby XV della Corea del Sud è l'organo che governa il Rugby a 15 nella Corea del Sud.
Affiliata all'International Rugby Board, è inclusa fra le nazionali di terzo livello senza esperienze di Coppa del Mondo.